# Rhinocypha arguta
Rhinocypha arguta là loài chuồn chuồn trong họ Chlorocyphidae. Loài này được Hämäläinen & Divasiri miêu tả khoa học đầu tiên năm 1997.